# Baby I'm Burning
"Baby I'm Burning" är en sång skriven av Dolly Parton och framförd av henne 1978 på singeln "Baby I'm Burning"/"I Really Got the Feeling".
Den släpptes från Dolly Partons album Heartbreaker, och efter framgången med titelsingeln nådde "Baby I'm Burning" USA:s tio-i-topplista för på popsinglar i början av 1979, och den blev också överraskande nog en discohit.
Förutom standardsingeln släpptes en utökad danssingel, under titeln "Dance With Dolly", med en utökad dansversion av låten, producerad för att spelas på diskotek och dansklubbar.

## I Really Got the Feeling
Medan "Baby, I'm Burning" fick viss speltid i countryradio under slutet av 1978 och början av 1979, var det spåret "I Really Got the Feeling" som blev mest populär bland countryfans.
Sången är en popliknande ballad, en kontrast till den discoinspirerade "Baby, I'm Burning." "I Really Got the Feeling" beskriver en kvinna som vid första ögonkastet förälskar sig i en man. Hon planerar att stanna hos honom för resten av livet, oavsett vad hennes pappa säger.
"I Really Got the Feeling" blev i januari 1979 Dolly Partons tionde etta på Billboards lista Hot Country Singles.